# مصرف المغرب
مصرف المغرب (بالفرنسية: Crédit du Maroc)‏ هو مصرف تجاري مغربي تأسس سنة 1929، وهو مملوك لمجموعة هولماركوم.

## وصلات خارجية
- موقع المصرف الرسمي